# التعليم في السودان

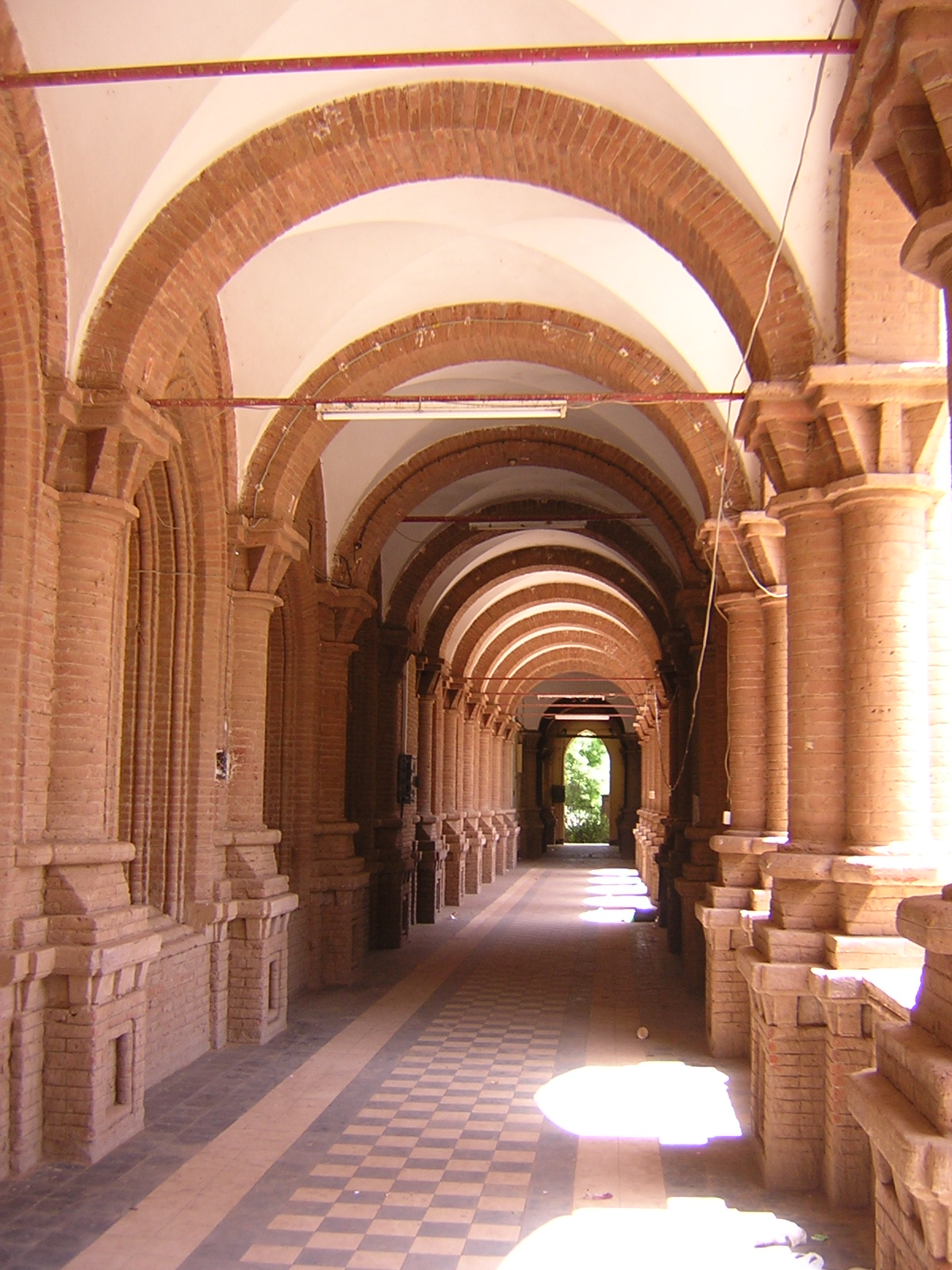
رواق كلية العلوم بجامعة الخرطوم

## الوزارات ذات الصلة
تدار العملية التعليمية تحت مظلة السودان|وزارة التربية والتعليم بالإضافة إلى وزارة التعليم العالي والبحث العلمي .

## التعليم التقليدي في السودان

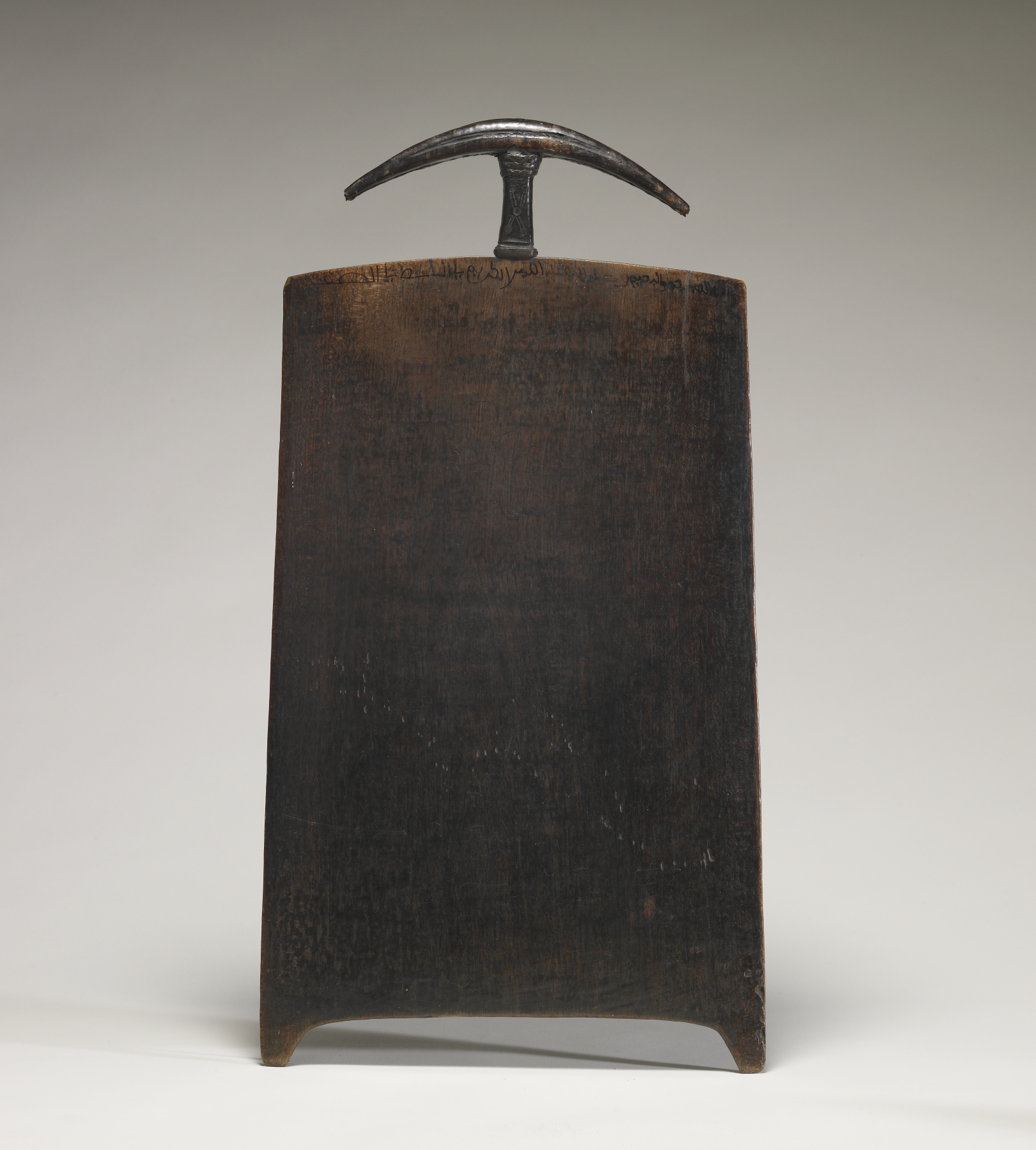
لوح أفريقي مشابه للألواح المستخدمة في الخلاوي السودانية

سبق دخول العرب للسودان وجود عدد من الممالك القديمة ذات النظم التعليمية والتربوية. حيث أكدت النقوش والحروف التي تم العثور عليها في شمال السودان على أن السودانيين قد عرفوا الكتابة منذ مملكة نبتة حوالي عام 750 قبل الميلاد.
بدخول العرب والإسلام إلى السودان انتشرت المدارس القرآنية المعروفة محلياً باسم الخلاوي والتي انحصر دورها على تحفيظ القرآن الكريم والحديث الشريف، إلى جانب تعليم مباديء اللغة العربية والحساب، وذلك منذ أواسط القرن الميلادي السابع.

### نشأة الخلاوي في السودان:-
كان أول ظهور لها أثناء حكم الشيخ عجيب المانجلك 1570 -1611 وبدأت كحل وسط لسيطرة تيارين دينيين على التعليم في السودان آنذاك، وهما علماء المذهب المالكي الذين كانوا يرفضون تعليم أو صلاة الصبية في المساجد، وشيوخ الصوفية الذين ينزعون إلى الاختلاء بالنفس بعيدًا عن الناس. فكان أن بنيت الخلاوي كبيوت ملحقة بالمساجد.
وتعرف الخلوة بأسماء عديدة مثل القرآنية أو الجامعة أو المسيد الذي يستخدم أيضا كاسم للمسجد، كما تعرف الخلوة عادة باسم شيخها. وقد طغت أسماء بعض الخلاوي المشهورة على عموم منطقتها كخلوة ود الفأدنى وخلوة ود كنان في منطقة الجزيرة بوسط السودان وغيرها.
- أسلوب التعليم في الخلوة

لا ينقسم الدارسين في الخلوة إلى فصول دراسية كالمعهود في المدارس النظامية، وإنما تتبع ما يمكن أن يطلق عليه أسلوب التعليم الفردي الذي يعتمد على تلقي الطالب للعلم مباشرة من شيخه بحيث يتابع الشيخ طلابه كل على حدة، ويعلمه حسب قدرة استيعابه وبذلك لا يحتاج الطالب عدداً معيناً من السنين للتخرج بل يتقدم حسب قدرته. ويمكن للشيخ الواحد - بمعاونة الطلاب المتقدمين - أن يشرف على نحو مائة من الطلاب كل منهم في مستوى تعليمي مختلف عن أقرانه.
- وسائل التعليم في الخلوة

يبدأ طالب الخلوة تعلم الكتابة «بخطّ الحروف والشكل وضبط الكلمات» على التراب برأس أصبع يده دون حاجة إلى وسائل مساعدة حتى يتقن كتابة الحروف وقراءتها.
ثم يستخدم قلم البوص أو القصب للكتابة على لوح، وقد يستخدم الشيخ نواة بلح لرسم الحروف على لوح التلميذ الذي يتتبع آثارها بقلمه، ويستخدم الطالب دواة لحبر يسمى المداد غالباً ما يصنعه الطلاب بأنفسهم من مواد عضوية كالسناج ويضاف إليه مواد مذيبة كالماء وقليل من الصمغ والياف أو خيوط رقيقة لكي يتماسك الحبر.
- اليوم الدراسي في الخلوة

يستمر اليوم الدراسي في الخلاوي الكبيرة منذ الثالثة والنصف صباحاً وحتي العاشرة مساء. ويبدأ بفترة تسمى بالدغيشة، قبل صلاة الفجر، وفيها يحفظ الطلاب المقرر اليومي الذي يحدده الشيخ لكل منهم على حدة.
والفترة التي تقع عقب صلاة الفجر يتم فيها ما يعرف بـ «الرَّمية»، أي إملاء أو إلقاء نصوص الآيات القرآنية عليهم، حيث يأخذ الشيخ مكانه وحوله حلقة من الطلاب جالسين على هيئة جلوس التشهد في الصلاة.
ولكي يرمي الشيخ على الطالب - أي يُملي عليه النص - لا بد أولا من أن يُسمعه الطالب آخر ما وقف عليه من نصوص، كأن يكون مثلا قوله تعالى: (ولهم فيها أزواج مطهرة، وهم فيها خالدون))(الآية 25، سورة البقرة). فيرمي عليه الشيخ الآية التي تليها (الآية 26) وهي قوله تعالى: (إن الله لا يستحي أن يضرب مثلا ما بعوضة فما فوقها). وهكذا يكتب الطالب على لوحه ما يُلقى عليه من الشيخ الذي يرمي في الوقت نفسه لطلاب آخرين، ثم يعود إليه مرة أخرى حتى ينتهي الطالب من الكتابة، ومن ثمّ يطلب منه التنحى جانباً ليبدأ في حفظ ما كتب. ويستخدم الشيخ المصحف أو ما يحفظه في ذاكرته من آيات ليملي بها أكثر من طالب، في أكثر من سورة قرآنية، وغالبا ما يكون هؤلاء الطلاب من خيرة وأكفأ من عنده، الذين يوكل إليهم الرمي على من هم دونهم في السن.
والفترة من بعد شروق الشمس حتى العاشرة والنصف صباحاً تُسمى «الضَّحَوَة» وفيها يُراجع الطالب ما حفظه في اليوم السابق من نصوص منفرداً، ثم يعرض بعد ذلك ما كتبه صباح اليوم خلال «الرَّمية» على الشيخ ليصحح له أخطاءه، ويُعرف هذا التصحيح باسم «صحة القلم».
وتبدأ بعد ذلك فترة قيلولة الطالب من الحادية عشر حتى الثانية بعد الظهر التي يتناول فيها إفطاره ويأخذ قسطاً من الراحة حتى يحين موعد صلاة الظهر، وتبدأ بعدها فترة «الظهرية»، وفيها يقرأ الطالب على الشيخ ما كتب في اللوح في آخر رَّمية تصحيحاً للقراءة نطقاً وتجويداً، ويُعرف هذا التصحيح «بـصحة الخَشِم أي صحة الفم»، وتنتهي الظهرية بصلاة العصر لتبدأ بعدها فترة «المطالعة» التي تنتهي بدورها قُبيل صلاة المغرب، وفيها يقرأ الشيخ ويتابع الطالب من لوحه، وبعدالصلاة يعرض الطالب على الشيخ ما حفظه بالأمس وتُسمى «بالعرضة».
وفي الفترة ما بعد العشاء وحتى الساعة العاشرة ليلاً وتُسمى «السُّبُع» يقرأ الطالب سبعة أجزاء مما حفظه من نصوص آيات وهو يدور في محيط مساحة منبسطة كان في القديم توقد فيها ناراً للإضاءة تُسمى «التُّقابة». والفترتين من المغرب إلى العشاء، ومن العشاء حتى الساعة العاشرة ليلاً تسميان على التوالي بالمغربية الأولى والمغربية الثانية.
هذا البرنامج المكثف لا يتوقف إلا في عطلة العيدين، وهي العطلة الوحيدة التي تعرفها الخلوة بشكل عام، حيث أن بعض الخلاوي الصغيرة في المدن تعطل أيضاً في أيام الخميس والجمعة من كل اسبوع أو الجمعة فقط.[5][وصلة مكسورة][5]

### الشرافة
لا تعرف الخلوة حفلات تخرج ونظام للأنتقال من صف دراسي إلى آخر أو من مرحلة إلى أخرى كما هو الحال في المدارس النظامية ولكن يوجد فيها ما يعرف بالشرافة وهي احتفال بإكمال الطالب جزء من أجزاء القرآن الكريم. فالشرافة الأولى، مثلاً، هي «شرافة جزء عم» وتكون عند وصول الطالب أو الطالبة إلى سورة النبأ، والشرافة الثانية وهي «شرافة تبارك» عند الوصول إلى سورة الملك وهكذا إلى أن يصل الطالب أو الطالبة إلى الشرافة الكبرى والأخيرة، الختمة، وهي سورة البقرة.
من العادات المتبعة في الشرافة زخرفة لوح الطالب برسم قبة ومنارة لمسجد ويكتب بينهما بخط جميل الآيات الأولى من السورة التي وصلها. وقد تقيم أسرة الطالب وليمة لطلاب الخلوة. وفي اليوم التالي للشرافة يحمل الطالب لوحه المزخرف ويذهب به إلى السوق ليظهره للناس وهو ينتقل من محل إلى آخر ويتقبل العطايا وغالباً ما تكون قطع نقود. إلا أن هذه العادة ليست شائعة. وقد تصاحب وليمة الشرافة هدية مقدمة من اسرة الطالب للشيخ تتوقف من حيث الكم والنوع على عدة عوامل من بينها الوضع الاقتصادي لأسرة الطالب والدرجة التي وصل إليها الطالب في حفظ القرآن، فتزيد قيمة الهدية كلما تقدم الطالب في حفظ القرآن وقد تكون أكبر إذا كان الطالب يحتفل بشرافة ختم القرآن.

## التعليم في عهد الحكم التركي المصري
و في عام 1863 م فتحت خمس مدارس في عواصم المديريات وكانت تلك المدارس تسير علي المنهج المصري في التعليم

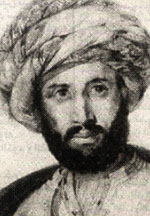
رفاعة رافع الطهطاوي

افتتحت أول مدرسة نظامية حديثة في الخرطوم في العهد التركي المصري سنة 1855 م لتعليم أبناء الموظفين الأتراك تحت اشراف رفاعة رافع الطهطاوي إبان نفيه إلى السودان.

## التعليم في عهد الحكم الثنائي

### أهداف التعليم
تم تعيين البريطاني «جيمس كرى» مديراً لمصلحة المعارف وناظراً لكلية غردون التذكارية سنة 1900 م، وكان يرى أن يرتبط التعليم بحاجة البلاد الاقتصادية ووضع أهدافاً للتعليم في السودان تتلخص في الآتي:
1. خلق طبقة من الصناع المهرة التي ليس لها وجود في ذلك الوقت.
2. نشر التعليم بين الناس بالقدر الذي يساعدهم على معرفة القواعد الأولية لجهاز الدولة كعدالة القضاء وحياده.
3. تدريب السودانيين لشغل الوظائف الحكومية الصغرى في جهاز الإدارة. وذلك لإحلالهم محل الموظفين المصريين والسوريين.
4. هدف آخر غير معلن: وهو العمل على تدريب السودانيين للعمل في الجيش حتى تتمكن الإدارة من التخلص بالتدريج من الضباط والجنود المصريين الذين كانت صلتهم بالجنود السودانيين تؤدى في بعض الأحيان إلى التمرد تأثراً بحركات التحرير في مصر.

وقد حكمت هذه الأهداف التعليم في السودان من بداية القرن حتى إنشاء معهد التربية بخت الرضا.

### السلم التعليمي
تكون من ثلاث مراحل كل منها 4 سنوات:
1. الأولية
2. الابتدائية أو الوسطى
3. الثانوية

بدأ كري إنشاء المدارس بمدرسة ابتدائية واحدة في أم درمان في عام 1900 م، ارتفع العدد إلى سبع مدارس بنهاية العام، وقبل بهم خريحي الخلاوي لعدم وجود مدارس أولية آنئذ. كما أنشأ كلية لتدريب المعلمين والقضاة بأم درمان في 1900 بالإضافة إلى مدرسة الصناعة بأمدرمان. وأنشئت فيما بعد مدارس المرحلة الأولية لتمثل بداية الهيكل التعليمي النظامي، ويلتحق الطلاب بعدها بمدارس المرحلة الابتدائية.

### كلية غردون التذكارية

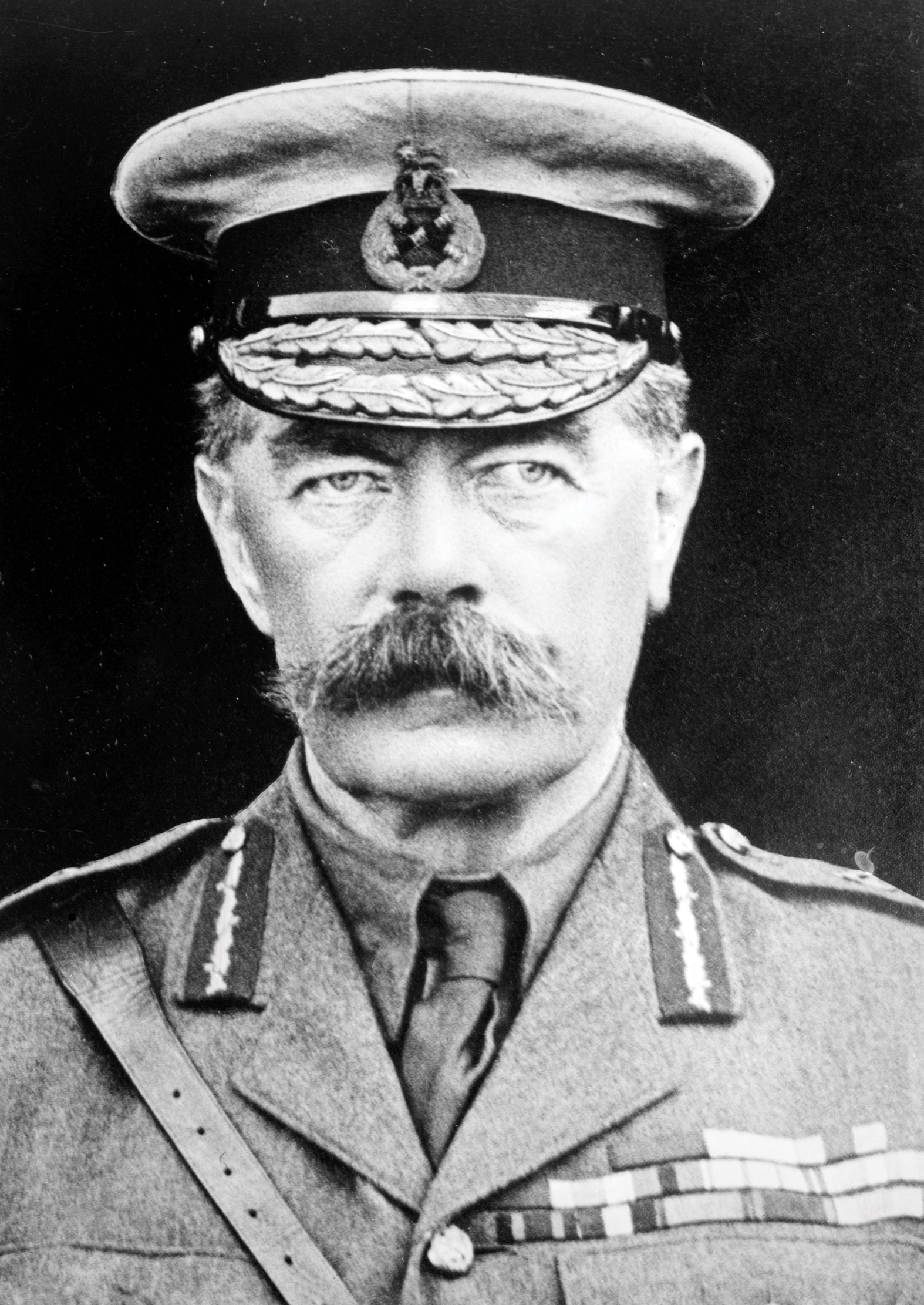
كتشنر

بعد شهرين من معركة كرري دعى اللورد كتشنر الشعب البريطاني للتبرع لإنشاء كلية جامعية في السودان لتخليد اسم غردون باشا. قدر كتشنر احتياجاته المالية بمائة ألف جنيه استرليني. كانت استجابة البريطانيين أكبر من توقعات كتشنر فجمعت مائة وعشرون ألف جنيه في ستة أسابيع. ووضع اللورد كرومر حجر الأساس في الخامس من يناير عام 1899. وغادر كتشنر بعدها السودان إلى جنوب أفريقيا. كانت رؤية كتشنر للكلية كمنارة للتعليم العالي في السودان رغم بدايتها المتواضعة كمدرسة أولية. وقد عارض الكثيرون فكرته بفرض انها «بالغة الطموح» وأن استثمار الأموال لإنشاء مدارس أولية كان أجدى. إلا أن الأيام أثبتت بعد نظر كتشنر وجيمس كري الذي قال: «أنه رغم محدودية أثر الكلية الآن (عند الإنشاء) إلا أنها ستتعاظم باستكمال مؤسسات التعليم الأخرى المغذية لها وإن قيمتها بعد خمسين عاما ستكون عصية على الحساب» 
عاد كتشنر من جنوب أفريقيا لافتتاح كلية غوردون التذكارية رسميا في 8 نوفمبر / تشرين الثاني 1902 م. وفي عام 1903 م اكتملت مباني كلية غوردون، وكانت نواتها كلية المعلمين التي انتقلت من أم درمان إلى مباني الكلية بالإضافة إلى نقل مدرسة الخرطوم الابتدائية إلى مباني الكلية. وأضيف إلى هذه المدارس مركزاً جديداً للتدريب مجهزاً بورشة يمارس فيها الطلاب أعمال النجارة والرسم الهندسي ويتلقون مبادئ الهندسة الميكانيكية.
وشهد العام 1905 م بداية في تطبيق نظام الدراسة الثانوية بعد المرحلة الابتدائية في كلية غردون، وقد قسمت الدراسة إلى قسمين القسم الأول لمدة عامين لتخريج مسّاحين والقسم الثاني لمدة أربع سنوات لتخريج مساعدى مهندسين وملاحظين. وأضيف إلى الكلية جناحاً خاصاً للمدرسة الحربية لتخريج ضباط سودانيين. وكان هناك تركيز على الطلاب من ذوي الأصول الإفريقية ولهذا لم يقبل إلا عدد محدود من الطلاب المنتمين إلى أصول عربية.
1906 م أنشئ قسم لتخريج معلمين للمدارس الأولية تمتد فترة الدراسة فيه لمدة أربع سنوات بعد الابتدائي وبذلك أصبحت كلية غردون متخصصة في أعداد الإداريين والفنيين والمعلمين للعمل بخدمة الحكومة.
في 29 فبراير / نيسان 1924 افتتحت مدرسة كتشنر الطبية وقد قامت على نفقة حكومة السودان وأوقاف أحمد هاشم البغدادي التاجر الإيراني الذي أوقف جميع ثروته للصرف على الكلية. وتعتبر مدرسة كتشنر أول مدرسة طب في شمال إفريقيا تنشأ على منهج متناسق ومتكامل ولم تتقيد بمنهج كليات الطب بإنجلترا. تحولت كلية غردون إلى مدرسة ثانوية حيث ألغى القسم الابتدائي وأصبحت تتكون من ستة أقسام هي:
- القضاء الشرعي
- الهندسة
- قسم المعلمين
- قسم الكتبة
- قسم المحاسبة
- قسم العلوم

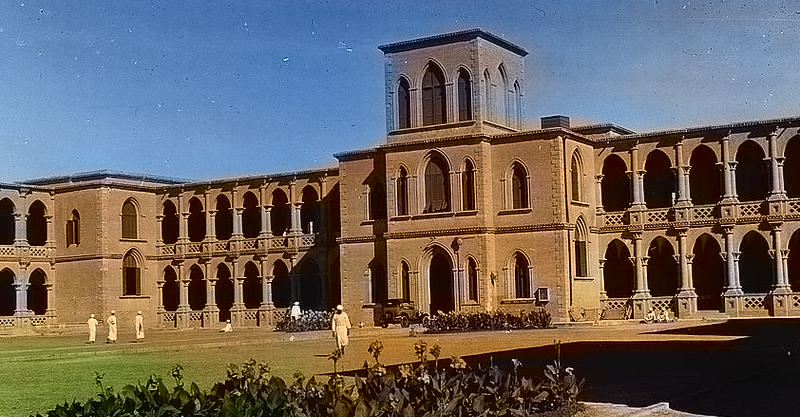
كلية غوردون التذكارية في عام 1936جامعة الخرطوم حالياً

في عام 1937 م، تقرر ربط مناهج كلية غوردون بامتحان الشهادة الثانوية بجامعة كمبردج ببريطانيا. والحصول على هذه الشهادة يؤهل الطالب للدراسة في الجامعات البريطانية. إنشاء كلية عليا للطب البيطري في 1938 ثم تبعتها كلية الهندسة في 1939 وأخرى للآداب والحقوق في 1940. وفي 1944 تم تجميع كل الكليات العليا - ما عدا كلية كتشنر الطبية - في كلية واحدة أصبحت أول كلية جامعية في السودان. وجلست أول دفعة من طلاب كلية غردون لشهادة جامعة لندن في 1946. في عام 1946 م تم نقل القسم الثانوي من كلية غوردون إلى مدينة أم درمان ليصبح مدرسة وادي سيدنا وحنتوب.
1951 م تم ضم كلية كتشنر الطبية إلى كلية غوردون لتكوين كلية الخرطوم الجامعية، ولكن ظلت هناك علاقة تربط الكلية مع جامعة لندن. 1956 م، تم تحويل كلية الخرطوم الجامعية إلى جامعة الخرطوم، وبذلك أصبحت أول كلية إفريقية مرتبطة بجامعة لندن تتحول إلى جامعة مستقلة تمنح شهادتها الخاصة.

### معهد أم درمان العلمي
1912 انتظمت حلقات المساجد في عام 1901 م كرد فعل للتعليم الأجنبي، ثم وافقت الحكومة الاستعمارية بناء على طلب العلماء من أبرزهم الشيخ قاضي الإسلام محمد البدوي على إنشاء معهد ام درمان العلمي، بدأت الدراسة فيه عام 1912 على نظام الأزهر القديم في العلوم الشرعية والعربية وبعض العلوم الحديثة، وقد وضع لهذا النظام لائحتان إحداهما سنة 1913 والأخرى سنة 1925 وتكاملت فيه الأقسام الثلاثة: الابتدائي والثانوي والعالي منذ سنة 1924 وأخذ يعطي العالمية من هذا التاريخ. اشتغل خريجوه بالتدريس في المعاهد ووزارة المعارف والقضاء الشرعي والوعظ والإرشاد كما التحق عدد كبير من طلابه بكلية غردون وكليات الأزهر ودار العلوم وجامعة الخرطوم وجامعة القاهرة وبعض الجامعات الأوربية، وقد سار المعهد على هذا المنهاج زمنا طويلا.
وفي سنة 1942 بدأت استعارة كبار الأساتذة من كليات الأزهر ومعاهده لرفع مستوى الدراسة في القسم الثانوي والعالي الذي أصبح اليوم معهدا لطلاب الدراسات العالية من المعاهد الثانوية السودانية جميعها، وبه كليتان إحداهما للشريعة الإسلامية على منهاج كلية الشريعة بالأزهر الشريف والأخرى للغة العربية على منهاج كلية اللغة العربية بالأزهر أيضا.
وفي سنة 1948 أنشئ للمعهد مجلس أعلى يتكون من ثمانية عشر عضوا من كبار رجال وزارة المعارف وجامعة الخرطوم والمعهد والمصلحة القضائية ووزارة الأشغال والتجار والأعيان برئاسة قاضي القضاة فخطا المجلس بالمعهد خطوات واسعة ووضع لائحة دراسية للنظام الجديد الذي ابتدأ تطبيقه من ذلك التاريخ وتخرج عليه الآن أربع فرق في الشهادة الثانوية تضمنت إضافة اللغة الإنجليزية والعلوم الطبيعية والاجتماعية والتوسع في الرياضة.
وفي سنة 1955 أنشئت مصلحة الشئون الدينية وأصبحت مشرفة على المعهد تضع له ميزانيته وتشرف عليه فنيا وإداريا بواسطة شيخه شيخ العلماء ومجلس إدارته العلمي، وقد قامت بعمل الكثير للمعهد فقد أعادت النظر في المناهج الدراسية، وكونت اللجان لوضع هذه المناهج التي تحقق الأهداف الأساسية الجديدة، ولأول مرة في تاريخ المعهد أنشأت المصلحة فرقا للتدريب العسكري. وعنيت بتحسين أحوال المدرسين.
أقبل على المعهد طلاب العلم من مختلف أنحاء السودان والبلاد الإفريقية، من شنقيط ونيجيريا ويوغندا وإثيوبيا وأرتيريا والصومال والسنغال وغيرها ومن عدن وحضر موت وغيرهما من البلاد الإسلامية الآسيوية، حتى بلغ عدد طلابه عام 1959 1250 وعدد مدرسيه نحو ستين مدرسا من الأزهر ودار العلوم وجامعة القاهرة ووزارة المعارف السودانية من خريجيه وبه مساكن داخلية لأكثر من ثلاثمائة طالب من طلاب الأقاليم السودانية ومن البعوث الإسلامية وبه مكتبة ضخمة عربية وإنجليزية تضارع أكبر المكتبات وتشتمل على أكثر التراث الإسلامي ويقوم إلى جانب المعهد معاهد ثانوية في عواصم الأقاليم في الشمال والشرق والغرب والجزيرة ومعاهد ابتدائية نحو الأربعين مبثوثة في مدن السودان
وقد تطور المعهد العلمي في منتصف الستينيات من القرن العشرين ليصبح جامعة أم درمان الإسلامية في عام 1965 م.

### المعهد الفني
1946 وتم إنشاء أربع مدارس للتدريب (مدارس فنية) يلتحق بها الطلاب بعد إكمال المدرسة الابتدائية (الوسطى). وفي نفس التاريخ تم إنشاء معهد تقني عرف فيما بعد بالمعهد الفني تطور فيما بعد إلى جامعة السودان للعلوم والتكنولوجيا.

### التعليم الأهلي (الخاص)
1927 م، أنشئت أول مدرسة أهلية وسطى بأم درمان بالجهد الشعبي. وقد شارك في تأسيسها نخبة من السودانيين على رأسهم الشيخ إسماعيل الأزهري الكبير مفتي الديار السودانية. وقد تبرع الشيخ أحمد حسن عبد المنعم بمنزله وشيك على بياض في تحدي للإنجليز الذين ادّعوا أن المال غير موجود لهذا الغرض.
وبرز في عام 1942 م نشاط مؤتمر الخريجين في مجال التعليم حيث تم فتح ثلاث مدارس متوسطة، واحدة في القولد وأخرى في مدني، والثالثة في أمدرمان.

### بخت الرضا
بعد انتهاء إضراب طلاب كلية غوردون 1930 م عين الحاكم العام لجنة لتقصّي الحقائق في نظم التعليم وقد قدم ج. س. اسكوت المفتش الأول للتعليم مذكرة منتقداً فيها سياسة التعليم ونظمه وداعياً إلى إجراء إصلاحات أساسية. وبعد ستة أشهر من تسلم مذكرة أسكوت عيّن الحاكم العام لجنة برئاسة ونتر (مدير مصلحة المعارف آنذاك) ضمت في عضويتها مستر أسكوت والسكرتير الإداري، كما عُيّن ف. ل. قريفث مقرراً لها. وقد تبنت اللجنة آراء اسكوت حول التركيز على المدارس الأولية وإعداد المعلمين.
وكان من أهم توجهات اللجنة إنشاء معهد لتدريب المعلمين بمنطقة ريفية وتطوير مناهج لإعداد المعلمين. وقد أوكلت مهمة إنشاء هذا المعهد لمستر قريفث حيث قام بالاتصال بمديري المديريات لتسهيل مهمته، ولكنه لم يجد الموافقة إلا من مدير مديرية الدويم وهو زميل دراسة سابق، حيث منحه قطعة أرض شمال الدويم (وهو مكان بخت الرضا الحالي). وأعانه بالسجناء لتنظيف الأرض والقيام بأعمال البناء مستخدمين المواد المحلية.
وفي أكتوبر / تشرين الأول من عام 1943 م تم نقل مدرسة العرفاء (وهي مدرسة لإعداد المعلمين) من كلية غوردون إلى بخت الرضا [7]. وكانت مدة الدراسة في بداية مدرسة العرفاء وفي بخت الرضا في سنواتها الأولى، أربع سنوات بعد إكمال المدرسة الأولية. ثم رفعت إلى خمس سنوات في 1940 م وإلى ست سنوات في 1944 م.
تم إنشاء أول قسم للتفتيش الفني في تاريخ التعليم بالسودان. وقد بدأ هذا القسم نشاطه في بخت الرضا ثم أصبحت له فروع في المديريات. وقد احتفظ قسم بخت الرضا بخصوصيته المتصلة بمعرفة احتياجات المعلمين في مجال التدريب مع متابعة تنفيذ المناهج في الحقل. تم افتتاح كلية المعلمين الوسطى ببخت الرضا لتدريب معلمي المرحلة المتوسطة.

### الصبيان

غلاف مجلة الصبيان.

دخلت بخت الرضا سنة 1944 في تجربة جديدة لتطوير ملكات الأطفال الذين أكملوا المراحل التعليمية الأولى، في مجال القراءة الحرة والتثقيف الذاتي والاستفادة من أوقات الفراغ في أنشطة موجهة. ولتحقيق هذا الغرض أنشئت أندية الصبيان تحت إشراف المعهد. وقد بدأ النشاط بمدينة الدويم ثم انتشرت الأندية في المدن الأخرى. وحتى تحقق هذه الأندية رسالتها التثقيفية تم إنشاء مكتب للنشر في عام 1946 م، في بخت الرضا. وكانت باكورة إنتاجه مجلة الصبيان التي صدرت في العام نفسه كأول مجلة تخاطب الأطفال في المنطقة العربية.

### تعليم الكبار
وفي عام 1944 م كانت بداية تجربة تعليم الكبار بقرية أم جر كأول تجربة في السودان. وقد أثبتت التجربة نجاحها مما جعل وزارة المعارف تخصص في عام 1952 م إدارة خاصة لتعليم الكبار برئاسة الوزارة.

### التعليم في الجنوب
وتم في عام 1904 م افتتاح أول مدرسة حكومية بمديرية (محافظة) بحر الغزال بجنوب السودان كتجربة لم تشهد توسعاً بسبب معارضة الإرساليات التبشيرية السائدة هناك. وعقد في 1947 م مؤتمر جوبا للنظر في مستقبل جنوب السودان. وقد أوصى المؤتمر بتوحيد سياسة التعليم بين أقاليم السودان الشمالية والجنوبية. وتم في 1948 م، تعيين أول وزير معارف سوداني هو الأستاذ عبد الرحمن على طه الذي كان نائباً لعميد بخت الرضا. وقد جاء هذا التطور بعد تأسيس الجمعية التشريعية. 1949 م، أصدرت الجمعية التشريعية قراراً بجعل اللغة العربية لغة التدريس في جميع أنحاء السودان. 1954 م، كلفت لجنة دولية لرفع توصيات حول التعليم الثانوي ضمت خبراء من بريطانيا ومصر والهند ومقرراً سودانياً. وكان من ضمن توصيات اللجنة:
1. اعتماد اللغة العربية كلغة تدريس في جميع مراحل التعليم بجنوب السودان، وإلغاء استخدام اللغة الإنجليزية أو اللهجات المحلية في التدريس.
2. اعتماد اللغة العربية كلغة تدريس في جميع المدارس الثانوية بالسودان.

### جامعة القاهرة فرع الخرطوم
1955 م، في أكتوبر / تشرين الثاني من نفس العام تأسست أول جامعة مصرية بالسودان كفرع لجامعة القاهرة.

## التعليم بعد الاستقلال
بعد الاستقلال في عام 1956 م، ورث السودان نظاماً تعليمياً بني على المناهج والهيكلية البريطانية. قامت الحكومات الوطنية المتعاقبة بإدخال تغييرات عليه لتحقيق أهدافها ومواكبة التطور في البلاد وظروفها المتغيرة، وزاد الطلب على التعليم بعد الاستقلال على نحو تجاوز موارد الدولة المخصصة له. ففي عام 1956 م بلغت ميزانية التعليم 15.5 % فقط من الموازنة العامة للدولة، ما يعادل 45 مليون جنيه سوداني، لدعم حوالي 1778 مدرسة ابتدائية بها حوالي 208,688 تلميذ وتلميذة، و108 مدرسة متوسطة مسجل فيها 14632 من التلاميذ والتلميذات، و49 مدرسة ثانوية حكومية عدد طلابها 5423 طالب وطالبة، وبلغت نسبة محو أمية الكبار 22.9 %، وعلى الرغم من جهود الحكومات المتعاقبة، فقد ارتفعت النسبة بحلول عام 1990 م، إلى حوالي 30 %، في وجه الزيادة المضطردة لعدد السكان ومعدلات المواليد.

## التعليم في عهد النميري
اعتبرت حكومة جعفر نميري التي تولت السلطة في عام 1969 م: «إن نظام التعليم في السودان لا يلبي احتياجات التنمية الاجتماعية والاقتصادية بشكل كاف» ولذلك اقترحت إعادة هيكلته بشكل واسع، وتم عقد مؤتمر قومي للتعليم في عام 1969م، واستمرت إعادة الهيكلة طيلة عقد السبعينات حتى اكتمال السلم التعليمي الجديد.

### التعليم العام

#### التعديل الأول للسلم التعليمي
أشرف على اعداده الدكتور محي الدين صابر وزير التربية والتعليم آنذاك (ومدير للمنظمة العربية للتربية والثقافة والعلوم) ويتكون من:
1. مرحلة ابتدائية لمدة ست سنوات
2. مرحلة ثانوية عامة بمثابة مدرسة إعدادية لمدة ثلاث سنوات
3. مرحلة ثانوية تضم ثلاثة أنواع من المدارس:
  1. المدارس الثانوية العليا الأكاديمية لمدة ثلاث سنوات وتعد الطلاب للتعليم العالي
  2. المدارس الفنية التجارية والصناعية لإعداد كادر فني ماهر
  3. معاهد التربية لتدريب معلمي المدارس الابتدائية.

ويتأهل طلاب الثانوية العليا من خلال امتحان الشهادة السودانية لمرحلة ما بعد التعليم الثانوي المتمثل في الجامعات والمعاهد التقنية العليا.
بلغ عدد المدارس الثانوية العامة في ثمانينيات القرن الماضي أكثر من خمس المدارس الابتدائية أي بمعدل 260 مدرسة ثانوية عامة مقابل 1334 مدرسة ابتدائية، في حين بلغ عدد المدارس الثانوية العليا 190 مدرسة فقط. وفي هذه المرحلة بالذات تضاعف عدد المدارس الخاصة بمستويات تدريس مختلفة الجودة، لا سيما في العاصمة المثلثة (الخرطوم والخرطوم بحري وأم درمان).

#### التعليم التقني والمهني
بالرغم من التركيز على التعليم التقني والمهني الذي اقترحته الحكومة عام 1980م، بتشجيع من الهيئات الاستشارية الدولية، إلا أن عدد ما تم إنشاؤه من مدارس مهنية في السودان لم يتجاوز الخمس مدارس أطلق عليها تصنيف المدارس الثانوية العليا الأكاديمية.
بلغ عدد الطلاب الذين أنخرطوا في مساق المدارس الثانوية الأكاديمية في العام الدراسي 1976 – 1977 م، ثمانية أضعاف عدد الذين تم تسجيلهم في المدارس الفنية، مما أحدث نقصا في الأيدى المدربة الماهرة، علاوة على ذلك عانى خريجو الدارس الفنية من مشاكل النقص في التدريب وبُعد المناهج عن واقع العمل وقلة المعدات وتدني معنويات الطلاب والمعلمين، مما أدى إلى تركز النظام التعليمي السابق على التدريس الأكاديمي النظري، وأن يقلّ الإقبال على المدارس الفنية وسط الطلاب.

#### معوقات
بنهاية عهد النميري في الثمانينات كان التعليم قد توسع بشكل كبير فانتشرت المدارس المؤهلة في مختلف المناطق الريفية بل إلى جنوب السودان مستفيدة من فترة السلام القصيرة التي تمتع بها السودان بعد الاتفاق مع حركة الأنانيا.
بالإضافة إلى تأسيس عدد مقدر من معاهد تدريب وتأهيل المعلمين. وقد تأثر التعليم بالمصاعب الاقتصادية التي عانى منها السودان في تلك الفترة حيث انخفض الصرف على التعليم ومرتبات المعلمين.

### التعليم العالي
بالإضافة إلى الجامعات الموجودة قبلا وهي:
1. جامعة الخرطوم
2. جامعة القاهرة فرع الخرطوم
3. جامعة أمدرمان الإسلامية

أنشأ النميري جامعات:
1. جامعة الجزيرة في ودمدني
2. جامعة جوبا في جوبا وانتقلت خلال سنوات الحرب إلى العاصمة الخرطوم.
3. جامعة أمدرمان الأهلية التي أنشأت بجهد شعبي في مدينه أمدرمان في العاصمة الخرطوم.

هذا بالإضافة إلى أحد عشر كلية جامعية، وثلاثة وعشرين معهدا. وكانت الكليات عبارة عن معاهد متخصصة تمنح شهادات ودبلومات لفترات دراسية أقصر مدة مما هو مطلوب في الجامعات.

## التعليم في عهد الإنقاذ

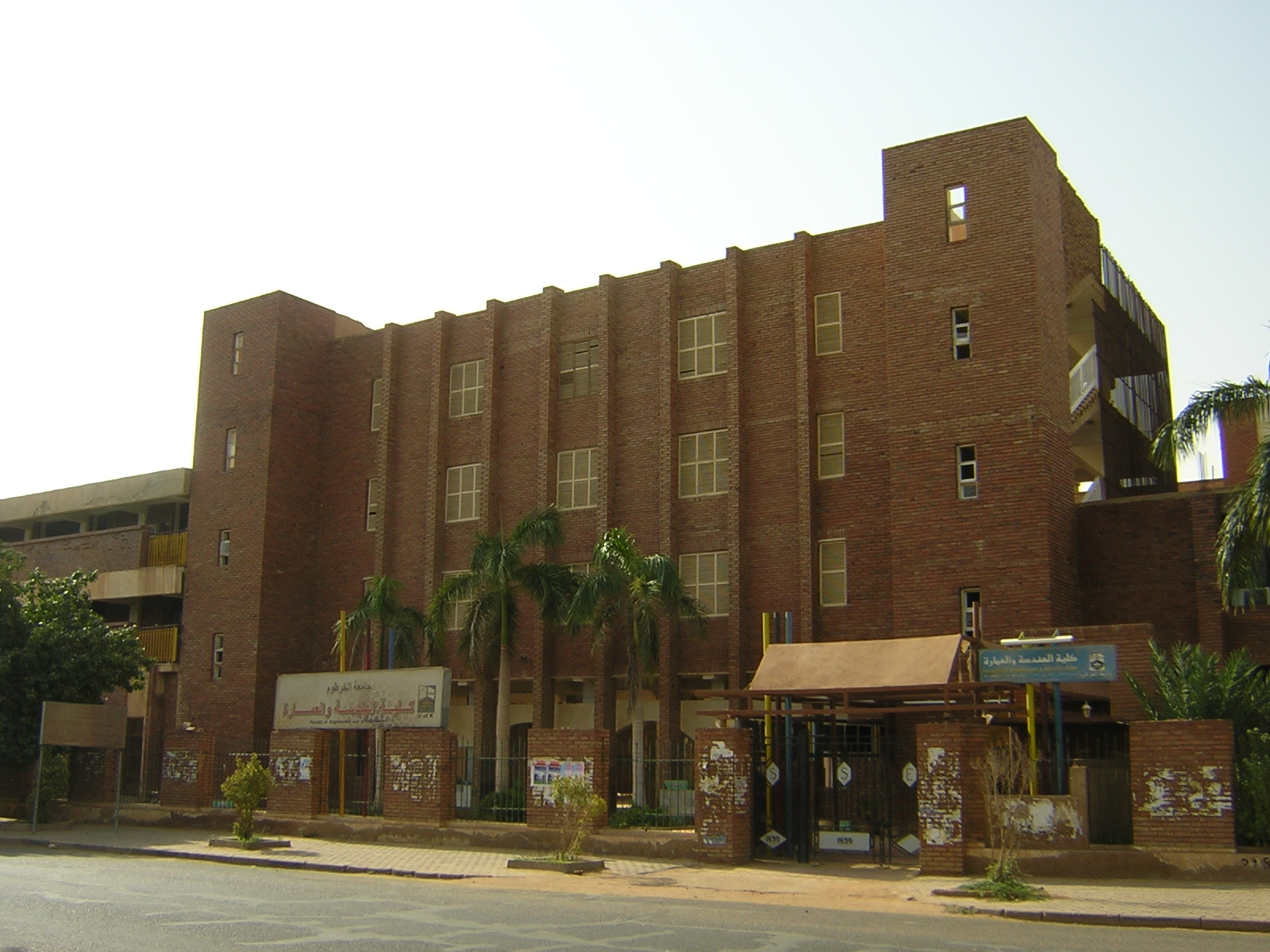
كلية الهندسة والمعمار بجامعة الخرطوم

أعلنت حكومة الإنقاذ الوطني عن تغييرات شاملة في مجال التعليم في السودان في سبتمبر / تشرين الأول 1990 م. وتم تخصيص 400 مليون جنيه سوداني لهذا الغرض، ووعدت الحكومة بمضاعفة المبلغ في حالة نجاح المرحلة الأولى لتغيير نظام التعليم الموجود تماشيا مع تلبية احتياجات السودان.
وكانت الفلسفة التعليمية الجديدة تقوم على أساس وضع إطار مرجعي لهذه الإصلاحات، يستند فيه التعليم على «ديمومة الطبيعة البشرية والقيم الدينية»، على أن يكون ذلك مشفوعاً بمنهج دراسي يشمل جميع المدارس والمعاهد والجامعات ويتكون من مساقين: مساق دراسي إلزامي وآخر اختياري.
ينطبق المساق الأول الإلزامي علي جميع الطلبة دون استثناء وتكون فيه جميع فروع المعرفة التي ستدرس مستوحاة من القرآن الكريم وكتب الحديث المعترف بها.
أما المساق الاختياري، ففيه يسمح للطلبة انتقاء بعض التخصصات وفقا للرغبات والميول الفردية.
وقد واجهت هذه الإصلاحات الواسعة معارضة من داخل المؤسسة التعليمية السودانية نفسها. وفي مطلع عام 1991 م، صدر مرسوماً رئاسياً يقضي بضرورة مضاعفة عدد الطلاب المقبولين بالجامعات وأن تصبح اللغة العربية لغة التدريس في الجامعات السودانية بدلاً عن الإنجليزية.
وروعي في النظام التعليمي الجديد «إطالة العمر الإنتاجي للمواطن» وخفض تكلفة التعليم وتحقيق طفرة في معدلات زيادة مؤسسات التعليم فيها، فتم دمج المرحلة الابتدائية والمتوسطة (الإعدادية) في مرحلة واحدة أطلق عليها اسم مرحلة الأساس ومدتها ثمان سنوات متصلة، وبذلك تم إلغاء امتحان الشهادة الابتدائية كحل لمشكلة توقف العديد من الطلبة السودانيين في مرحلة التعليم الابتدائي دون أن يتلقوا قدراُ كافياُ من التعليم، وأتاح هذا التدبير الفرصة أمام أعداد كبيرة منهم لمواصلة الدراسة سنتين أو أكثر.

### التعديل الثاني للسلم التعليمي
يتكون السلم التعليمي الحالي من ثلاثة مستويات:
- المستوى الأول، هو مرحلة التعليم ما قبل المدرسة ويتكون من رياض الأطفال، ومراكز الرعاية النهارية للأطفال، ويتم تسجيل الأطفال فيه ابتداء من سن الثالثة أو الرابعة وحتى سن السادسة، ومدة هذه المرحلة سنة أو سنتين حسب رغبة أولياء الأمر.
- المستوى الثاني، وهو مرحلة الأساس، ويبدأ بالصف الأول في سن 6-7. وحتى الصف الثامن، ويتزايد حجم المادة التعليمية والموضوعات الأكاديمية فيها سنوياُ، ومعها يتضاعف الجهد المبذول لاستيعابها والتفاعل معها تمشياً مع النمو الذهني والجسماني للتلميذ والتلميذة، وعندما يبلغ أي منهما سن 13-14 يكون قد تهيأ للجلوس لشهادة امتحان دخول المدرسة الثانوية.
- المستوى الثالث، مرحلة المدرسة الثانوية المتعددة التخصصات والمجالات والموحدة الشهادت (أكاديمي، فني، ديني). يحتوى هذا المستوى من الدراسة على أساليب دراسية أكثر تطوراً، إضافة إلى بعض المواد الأكاديمية الرئيسية مثل علوم الكيمياء والأحياء والفيزياء والجغرافيا وغيرها. وتمتد الدراسة فيه إلى ثلاث سنوات وتتراوح أعمار الطلبة ما بين 14-15 إلى 17-18.

وإلى جانب هذه الأنواع من المدارس توجد معاهد ومدارس أخرى حكومية موازية للسلم التعليمي النظامي الرسمي مثل المعاهد الدينية والحرفية والصناعية ومراكز التدريب المهني.

## تعليم المرأة
كان تعليم الفتيات يتم في المدارس القرآنية المعروفة باسم الخلوة، التي تدرس علوم الدين. ولم يكن الهدف من هذه المدارس هو إعدادهن للالتحاق بالنظام التعليمي النظامي العام، إلا إنه بجهود الشيخ بابكر بدري (رائد التعليم النسوي في السودان) قامت الحكومة بإنشاء خمس مدارس ابتدائية للبنات بحلول عام 1920 م، وكانت وتيرة التطور فيها بطيئة بسبب العادات والتقاليد المحافظة التي كانت تسود المجتمع السوداني في ذلك الزمان والتي كانت لا تقبل استمرار البنات في التعليم بعد بلوغهن سن الرشد. واستمر الحال كما هو عليه حتى عام 1940 م، حيث تم افتتاح أول مدرسة للبنات، هي مدرسة أم درمان الوسطى للبنات وبحلول عام 1955 م، بلغ عدد المدارس المتوسطة البنات في السودان عشر.
وفي عام 1956 م، تم افتتاح مدرسة أم درمان الثانوية للبنات التي ضمت حوالي 265 طالبة، وكانت هي المدرسة الثانوية الوحيدة للبنات التي تديرها الحكومة. وبحلول عام 1960 م، بلغ عدد المدارس الابتدائية للبنات 245 مدرسة، في حين لم يتجاوز عدد المدارس الثانوية العامة 25 مدرسة، ومدرستين فقط للثانوية العليا ولم تكن هناك مدارس تدريب مهني للفتيات، باستثناء كلية تدريب الممرضات التي تم تسجيل إحدى عشرة طالبة فيها فقط، ويلاحظ أن التمريض يعتبر في نظر الكثير من السودانيين مهنة محترمة مناسبة للمرأة.
وقد تحقق لتعليم الفتيات مكاسب كبيرة في إطار الإصلاحات التي شهدها قطاع التعليم في السودان في ستينيات وسبعينيات القرن الماضي حيث ارتفع عدد مدارس البنات إلى 1086 ابتدائية، و286 مدرسة متوسطة و52 مدرسة مهنية للفتيات، أي ما يعادل ثلث مجموع المدارس الحكومية في السودان.
كانت كلية الأحفاد الجامعية (جامعة الأحفاد للنساء) الشعلة المضيئة في تاريخ تعليم المرأة في السودان والتي وضع لبنتها الأولى الشيخ بابكر البدري كمدرسة أولية في عام 1922 م، بأم درمان قبل أن تتطور لتصبح الآن جامعة مكتملة تتلقى فيها 1800 طالبة شتى ألوان العلوم والدراسات الأكاديمية والمهنية مثل تدريب المعلمات للتدريس في المناطق الريفية.

## مدارس الجاليات

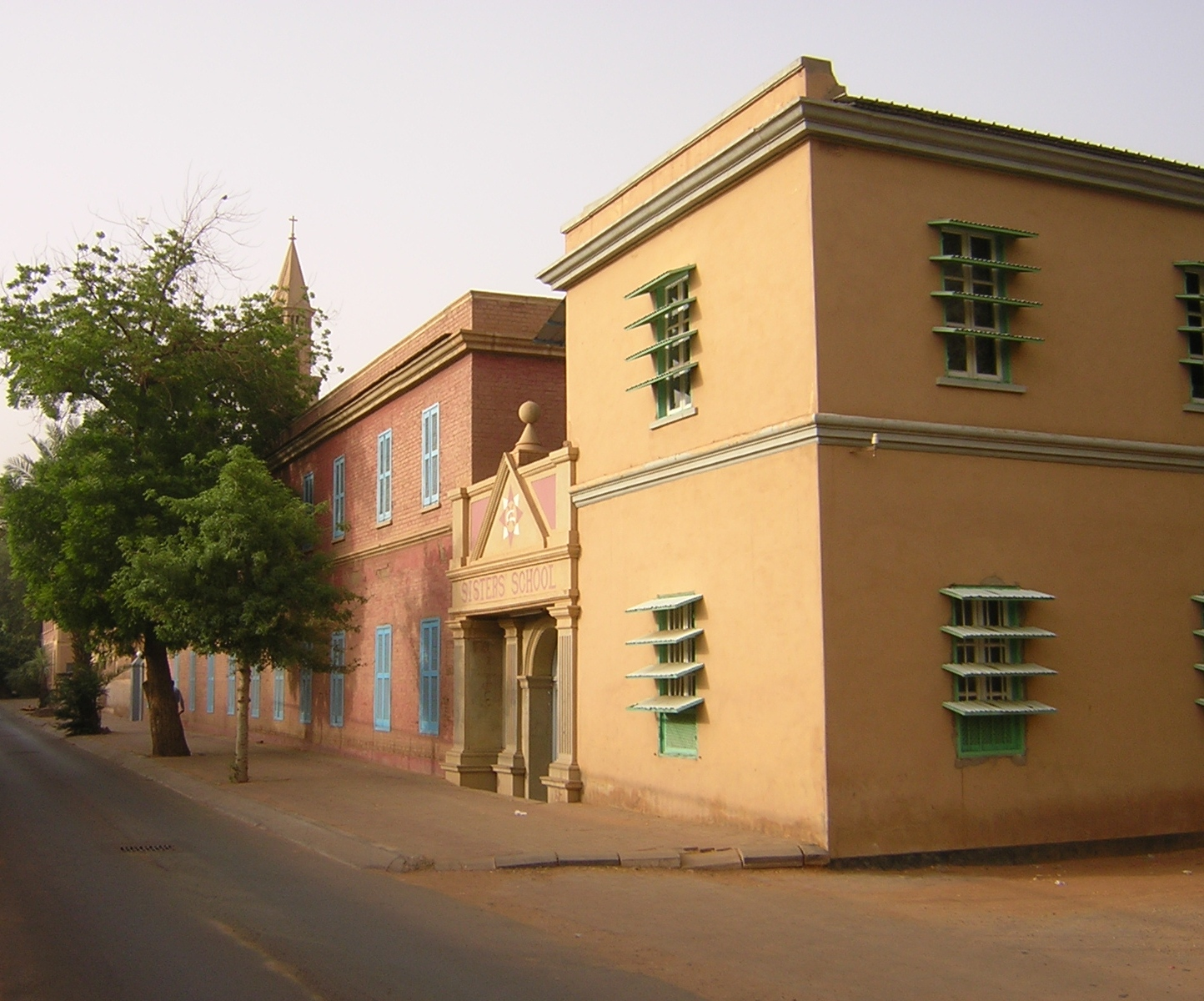
مدرسة الراهبات في الخرطوم

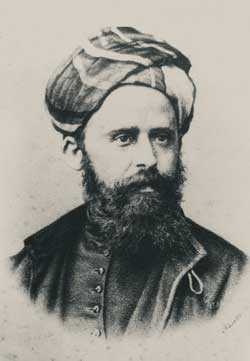
دانييل كمبوني مؤسس مدارس كمبوني في السودان

ساهمت مدارس البعثة التعليمية المصرية بقدر كبير في مجال التعليم العام في السودان حيث انحصر عملها في البداية على تعليم أبناء الجالية المصرية، لكنها اخذت فيما بعد باستيعاب بعض الطلبة السودانيين. ومن أكبر تلك المدارس مدرسة جمال عبد الناصر الثانوية بالخرطوم والكلية القبطية الابتدائية والإعدادية والثانوية، وتعاظم الدور المصري في التعليم بالسودان لتنتشر مدارسه بعدد من مدن السودان مثل مدينة الأبيض بولاية شمال كردفان، وإنشاء جامعة القاهرة فرع الخرطوم (جامعة النيلين حالياً).
من مدارس الجاليات بالسودان أيضاً مدارس الإرساليات المسيحية كالمدرسة الأمريكية، ومدرسة الإرسالية بالخرطوم بحرى، ومدارس كمبونى في الخرطوم والخرطوم بحري وأم درمان وبورتسودان، ومدرسة الاتحاد بالقضارف، وامتد نشاط المدارس الإرسالية أو التبشيرية لتشمل عدد من الولايات الجنوبية بالسودان والتي كان لها الأثر الواضح في نشر التعاليم المسيحية بجنوب السودان.
وإلى جانب ذلك توجد مدارس لجاليات أجنبية أخرى يعمل معظمها في الخرطوم على مختلف المستويات ويقدم بعضها خدماته إلى كافة الطلاب بما فيهم الطلاب السودانيين، بينما يحصر البعض الآخر نشاطه التعليمي على تلاميذ وطلاب الجاليات التي ينتمي إليها، ومن هذه المؤسسات التعليمية المدرسة الأرمنية والمدارس التركية والكندية والإثيوبية والبريطانية وغيرها، وتقوم هذه المدارس بتدريس لغة بلادها الأصلية إلى جانب اللغة العربية.

## التعليم الجامعي

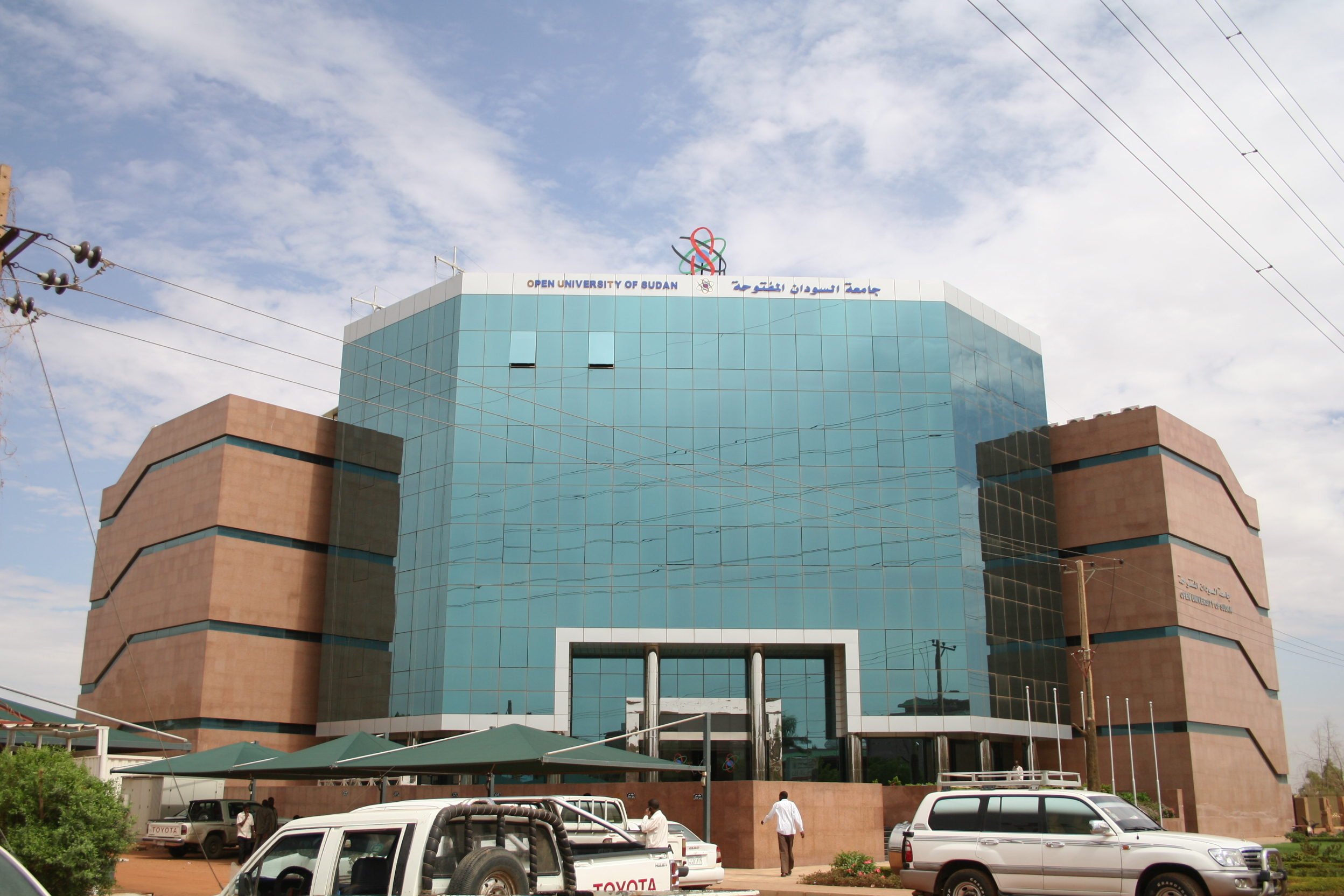
رئاسة جامعة السودان المفتوحة

كان التعليم الجامعي بالسودان يقتصر على جامعة واحدة هي جامعة الخرطوم - والتي احتلت المرتبة الرابعة أفريقيا من ناحية أكاديمية[بحاجة لمصدر]- والتي أسسها البريطانيون إبان فترة الحكم الثنائي الإنجليزي المصري باسم كلية غوردون التذكارية، إلى جانب جامعة أخرى تابعة للبعثة التعليمية المصرية في السودان هي جامعة القاهرة فرع الخرطوم. وقد شهد التعليم الجامعي توسعة بدأت في عهد الرئيس جعفر نميري (1969-1985 م) حيث تم تأسيس جامعة جوبا بالإقليم الجنوبي، واستمرت التوسعة بعد ذلك حتى وصل العدد إلى مايربو على خمسين جامعة ومعهد عال، عام وخاص، في سائر ولايات السودان، تدرس العديد من التخصصات العلمية والأدبية والفنية، وتستقبل العديد من الطلبة الأجانب لسمعتها الجيدة إقليميا فيما يتعلق بالمستوى الدراسي وطاقم التدريس وما تمنحه من شهادات إضافة إلى رخص تكاليف المعيشة مقارنة ببلدان أخرى، وقد كانت جامعة الخرطوم تقارن في يوم من الأيام بجامعات الصفوة العالمية مثل جامعة كامبريدج البريطانية [بحاجة لمصدر] وقد تخرج فيها العديد من الخبراء السودانيين البارزين إقليمياُ ودولياُ، ومن الجامعات البارزة في السودان جامعة أم درمان الإسلامية، جامعة العلوم الطبية والتكنولوجيا (مأمون حميدة)، جامعة الأحفاد للبنات وغيرها.
كما بلغ عدد الكليات الاهلية يالسودان في العام 2014 60 كلية منها كلية النهضة وكلية نبتة وكلية الحياة الجامعية وكلية عزة الجامعية للبنات وكلية النصر التقنية وكلية الامام الهادي وغيرها.
كما يوجد عدد من الكليات مثل كلية عزة الجامعية للبنات
كلية النهضة، كلية نبتة
الجامعات السودانيه الخاصه
هنالك العديد من الجامعات السودانية الخاصة المعترف بها دولياً ، التعليم هوالأساس المطور الحقيقة لأوضاع أي مجتمع، وبشكل خاص التعليم الجامعي حيثُ ينسب له دور تكوين الشخصية الثقافية المستقلة للطلاب ومساعدتهم في أن يكون لهم دور بارز في النهوض بمجتمعاتهم، إلا وأنه بالرغم من ذلك وبسبب الأوضاع السياسية والاقتصادية المتدهور في في دولتي شمال وجنوب السودان استمرت الكليات الخاصه في العمل رغم ظروف اندلاع الحرب في السودان من 2023ومازالت مستمره حتي اكتوبر 2024، يقع التعليم الجامعي في وضع متأخر من حيثُ الاهتمام به وتخصيص ميزانية مالية مناسبة تسمح بتطويره والنهوض به، وقد أثر ذلك بشكل سلبي كبير على تصنيف الجامعات السودانية دولياً، حيثُ نجدها تقع في تصنيف متأخر جداً مقارنة بالدول الأوربية والأفريقية.

## أسماء الجامعات السودانية الخاصة المعترف بها
|     | الجامعات السودانية المعترف بها دولياً      | ترتيبها وفقاً للتصنيف العالمي |
| 1.  | جامعة الخرطوم                             | 2936                         |
| 2.  | جامعة السودان للعلوم والتكنولوجيا         | 3527                         |
| 3.  | جامعة الجزيرة                             | 4480                         |
| 4.  | جامعة النيلين                             | 5139                         |
| 5.  | جامعة أم درمان الأهلية                    | 6420                         |
| 6.  | الجامعة الدولية أفريقيا                   | 6967                         |
| 7.  | جامعة أم درمان الإسلامية                  | 8711                         |
| 8.  | جامعة الزعيم الأزهري                      | 9215                         |
| 9.  | جامعة القضارف                             | 9511                         |
| 10. | جامعة كردفان                              | 10182                        |
| 11. | جامعة نيالا                               | 10202                        |
| 12. | جامعة الأحفاد للبنات                      | 11127                        |
| 13. | جامعة وادي النيل                          | 11475                        |
| 14. | جامعة البحر الأحمر                        | 12284                        |
| 15. | كلية بيان للعلوم والتكنولوجيا             | 12286                        |
| 16. | جامعة المشرق                              | 12386                        |
| 17. | جامعة شندي                                | 12637                        |
| 18. | جامعة العلوم الطبية والتكنولوجيا          | 13431                        |
| 19. | جامعة دنقلا                               | 13468                        |
| 20. | جامعة بحري ( جامعة جوبا سابقاً)            | 13889                        |
| 21. | جامعة زالنجي                              | 13939                        |
| 22. | جامعة المستقبل السودانية                  | 15015                        |
| 23. | جامعة العلوم والتكنولوجيا أم درمان        | 15055                        |
| 24. | جامعة السودان المفتوحة                    | 15276                        |
| 25. | جامعة الرباط الوطنية                      | 15634                        |
| 26. | جامعة الإمام المهدي                       | 17290                        |
| 27. | جامعة كسلا                                | 17642                        |
| 28. | جامعة الشيخ عبدالله البدري                | 17704                        |
| 29. | جامعة كرري                                | 18362                        |
| 30. | جامعة القرآن الكريم والعلوم الإسلامية     | 18394                        |
| 31. | جامعة السودان الدولية                     | 19043                        |
| 32. | جامعة المغتربين                           | 19736                        |
| 33. | معهد الصحة العامة                         | 20864                        |
| 34. | الكلية الكندية السودانية                  | 21366                        |
| 35. | جامعة السودان الوطنية                     | 21387                        |
| 36. | جامعة الفاشر                              | 21419                        |
| 37. | جامعة دالانج                              | 22113                        |
| 38. | جامعة مروي للتكنولوجيا                    | 22648                        |
| 39. | كلية ود مدني الأهلية                      | 22733                        |
| 40. | جامعة غرب كردفان                          | 22885                        |
| 41. | كلية النيل                                | 23707                        |
| 42. | كلية النيل الأزرق                         | 23734                        |
| 43. | جامعة ابن سينا                            | 24018                        |
| 44. | جامعة القرآن الكريم وتأسيس العلوم         | 24018                        |
| 45. | جامعة بخت الرضا                           | 24415                        |
| 46. | كلية النهضة                               | 25113                        |
| 47. | كلية الشارقة الأهلية                      | 25190                        |
| 48. | جامعة السلام                              | 26675                        |
| 49. | كلية الجزيرة                              | 26862                        |
| 50. | جامعة الرازي ـ السودان                    | 26885                        |
| 51. | أكاديمية الهندسة والعلوم الطبية ـ الخرطوم | 26897                        |
| 52. | جامعة سنار                                | 26966                        |
| 53. | كلية الخرطوم للعلوم الطبية                | 27303                        |
| 54. | كلية اليرموك                              | 28187                        |

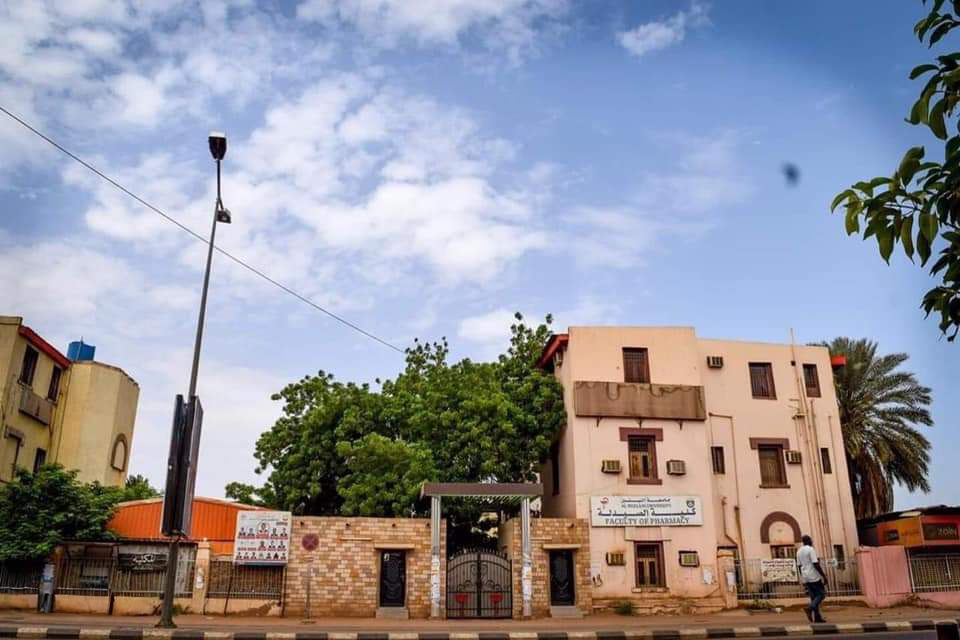
كليةالصيدلة_جامعة_النيلين
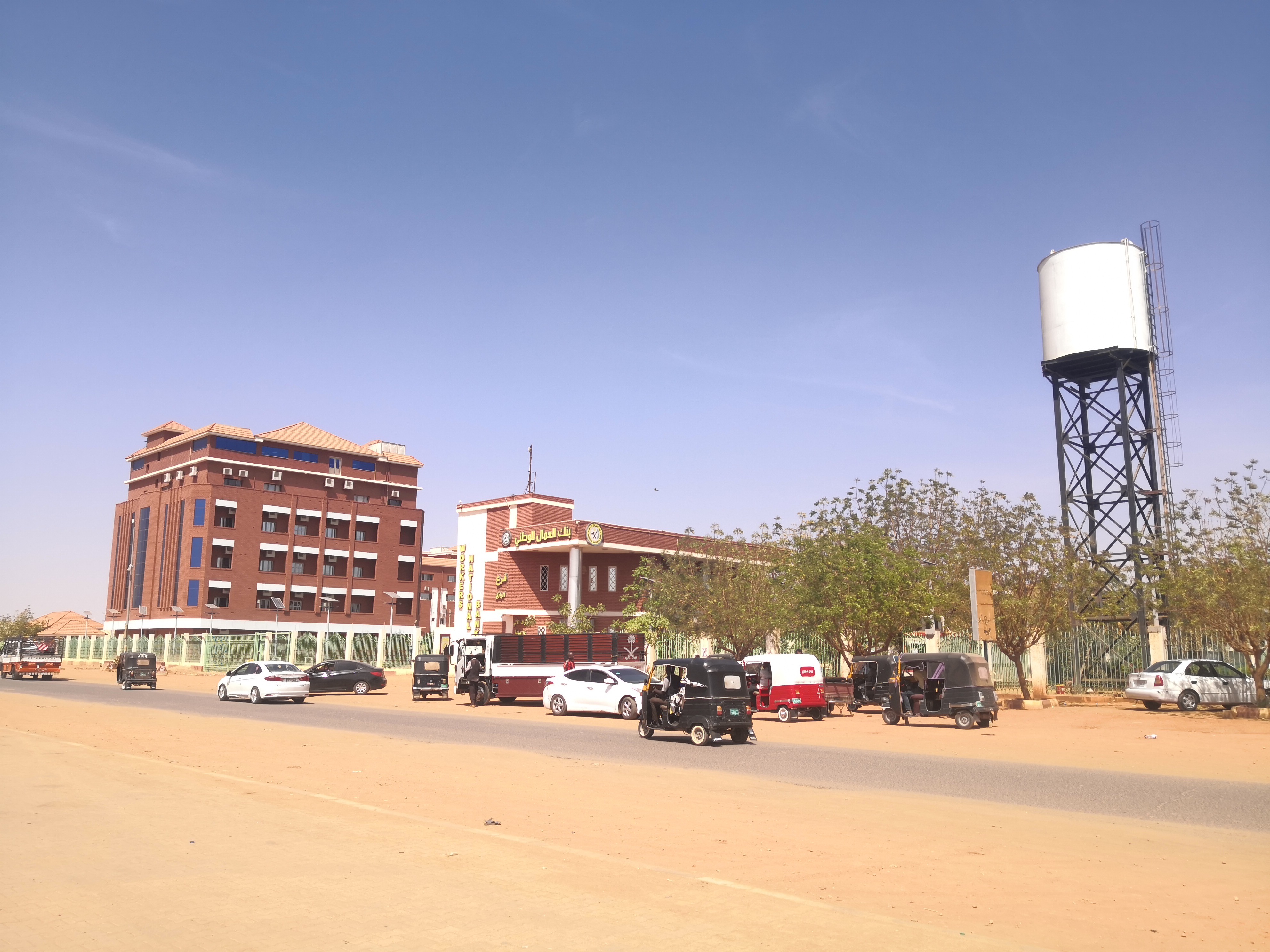
جامعة الرازي
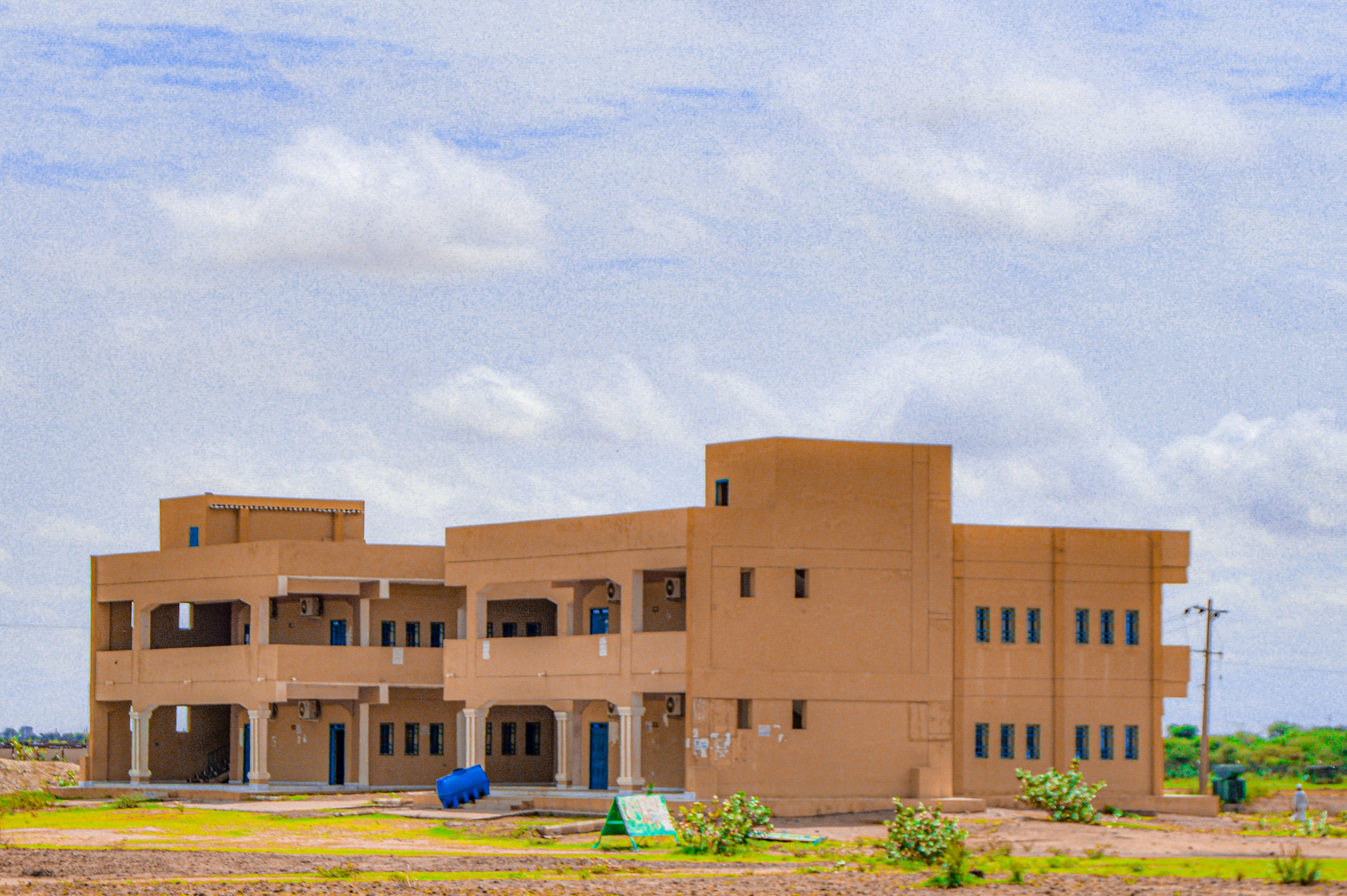
جامعة نيالا كلية_الطب
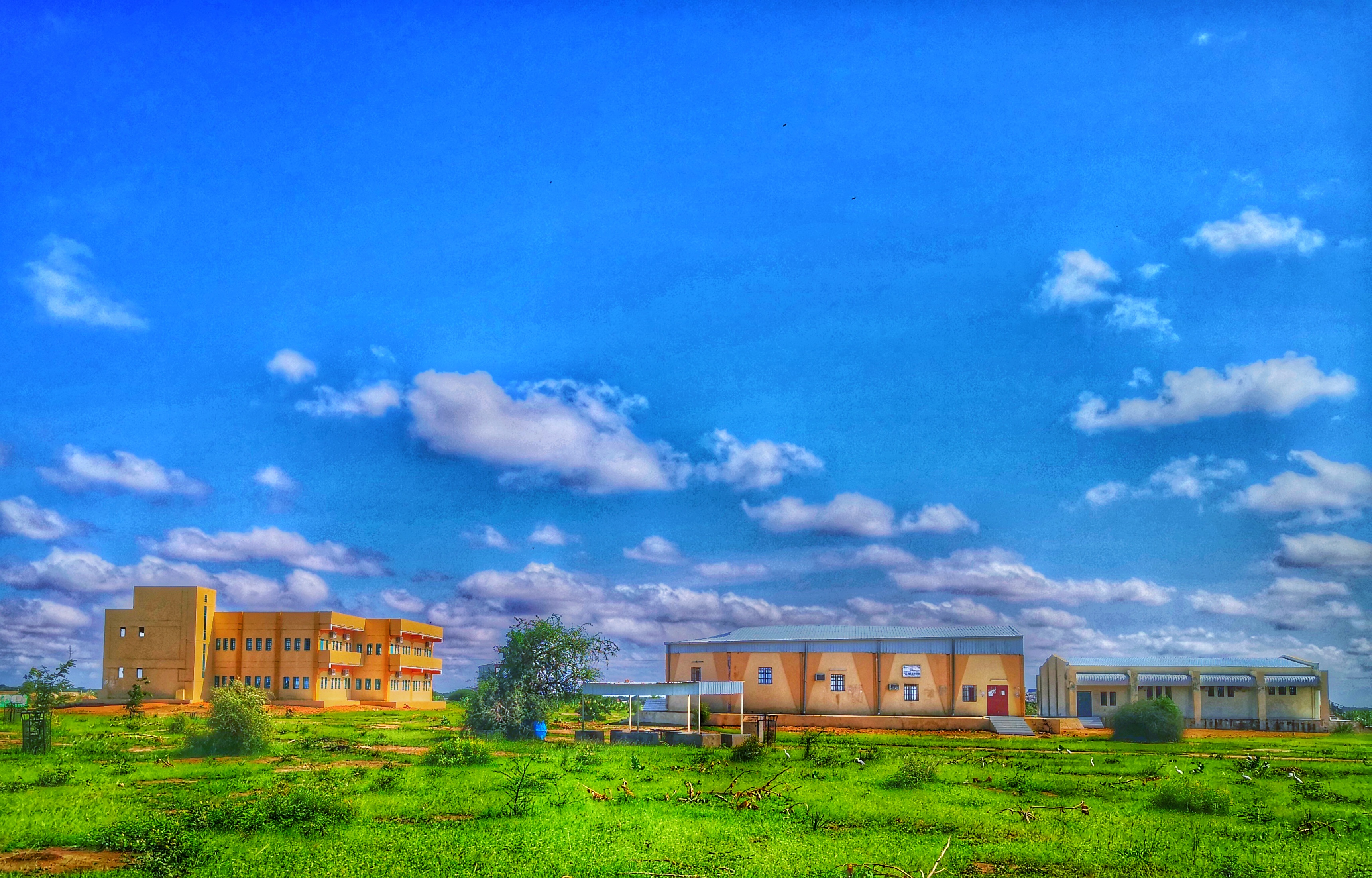
جامعة نيالا
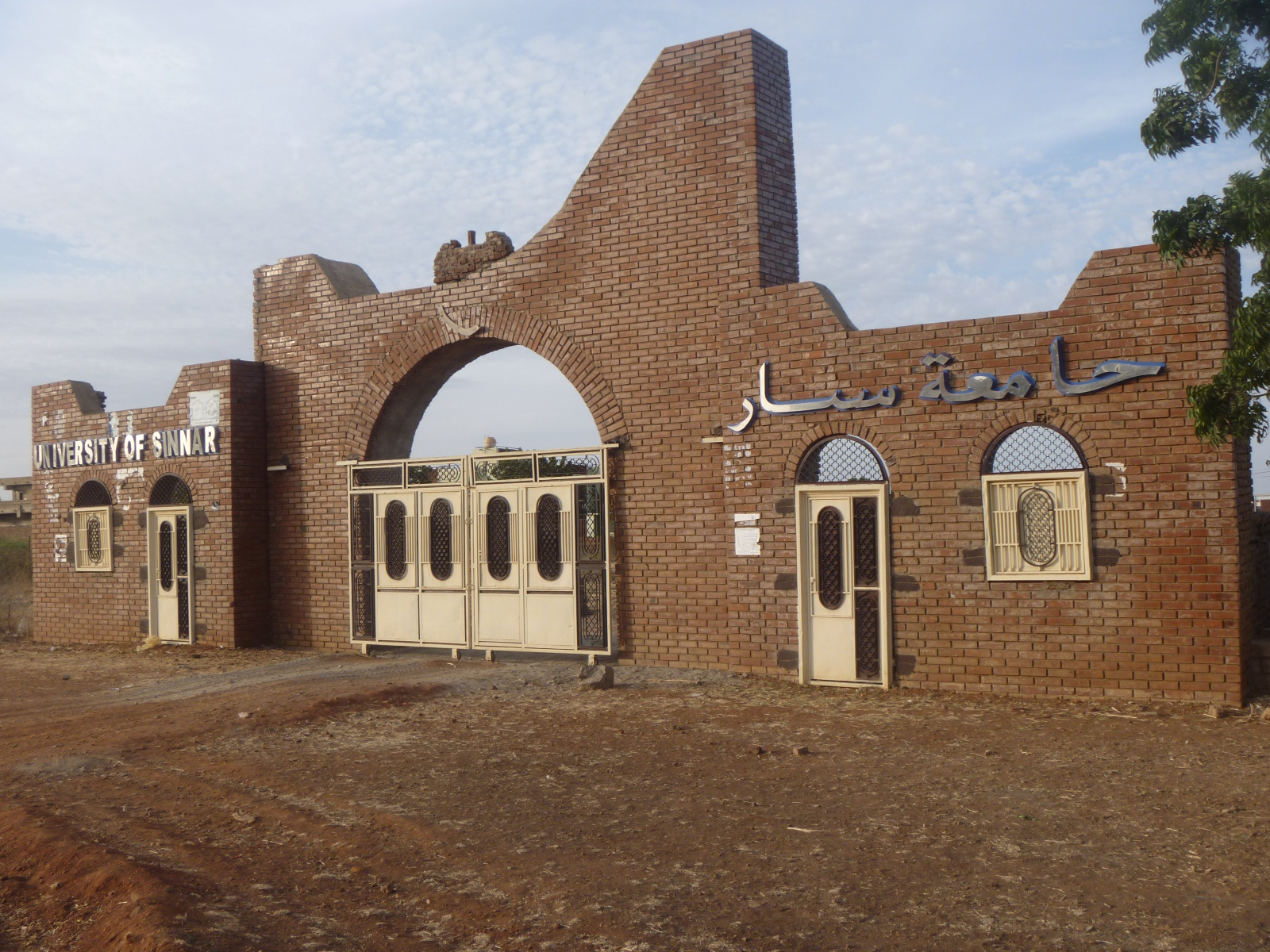
بوابة جامعة سنار
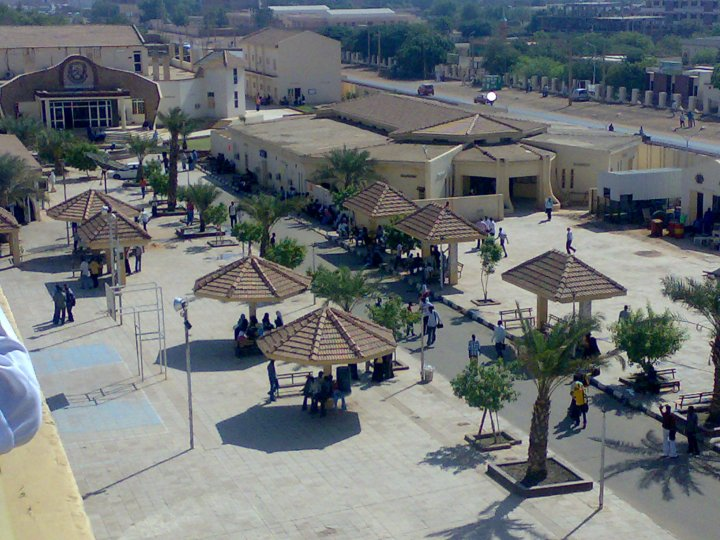
جامعة السودان للعلوم والتكنولوجيا
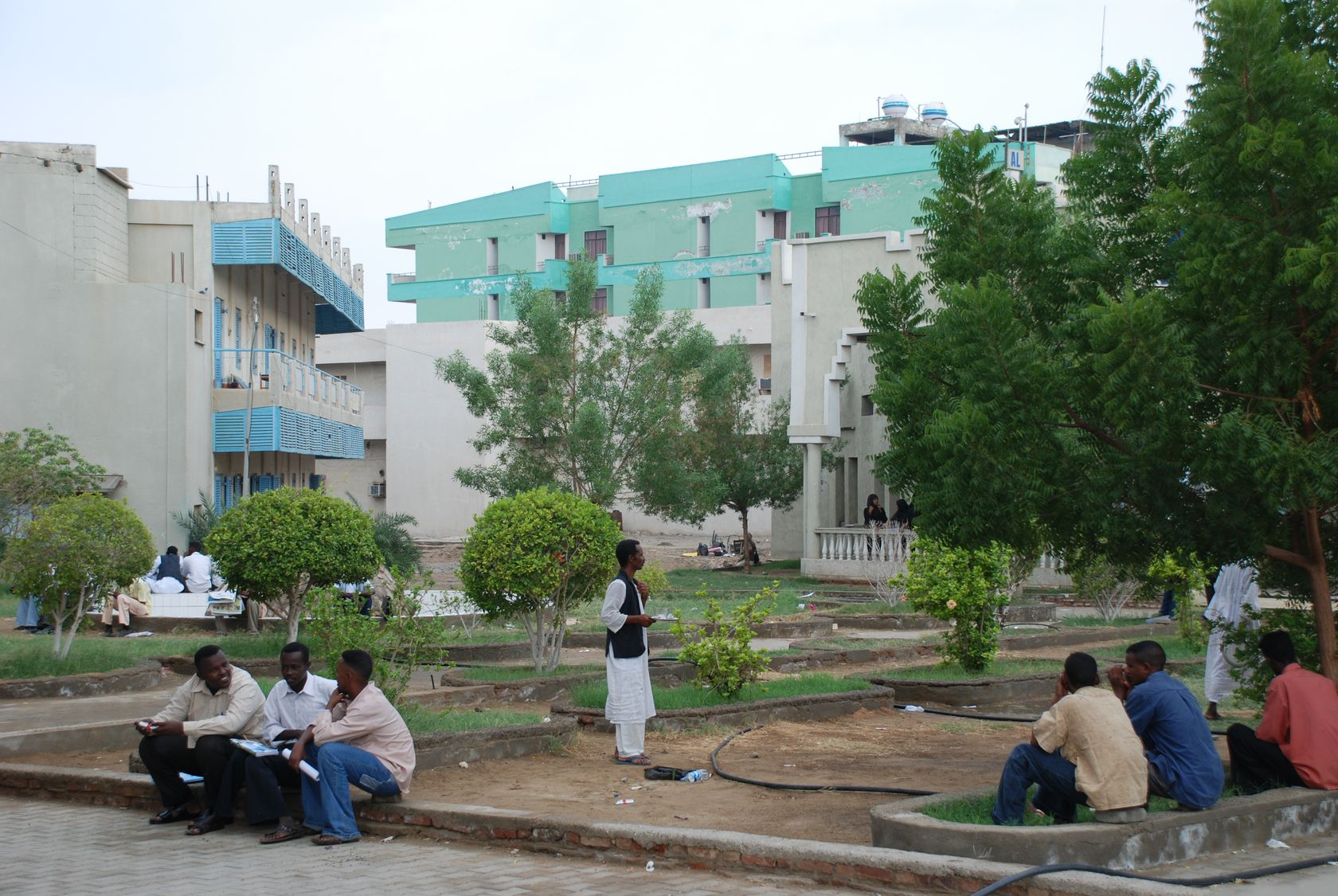
جامعة البحر الأحمر
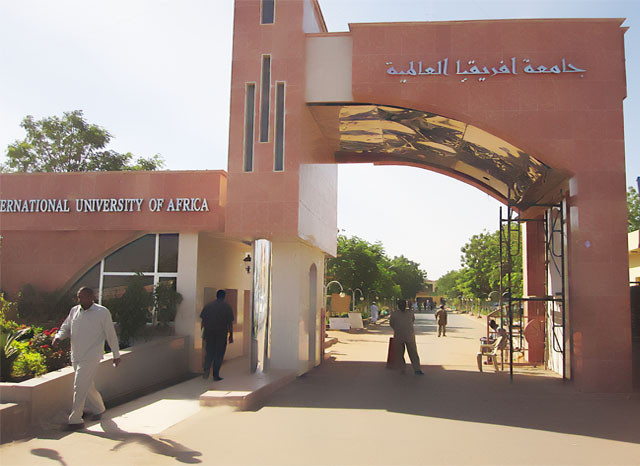
بوابة جامعة إفريقيا العالمية